# Rozsudiv, Ripkî
Rozsudiv (în ucraineană Розсудів) este un sat în comuna Smolîhivka din raionul Ripkî, regiunea Cernihiv, Ucraina.

## Demografie
Componența lingvistică a localității Rozsudiv
     Ucraineană (88,89%)
     Rusă (10,37%)
Conform recensământului din 2001, majoritatea populației localității Rozsudiv era vorbitoare de ucraineană (88,89%), existând în minoritate și vorbitori de rusă (10,37%).